# Marjorie Cox Crawford
Marjorie Cox Crawford war eine australische Tennisspielerin in den 1930er Jahren.

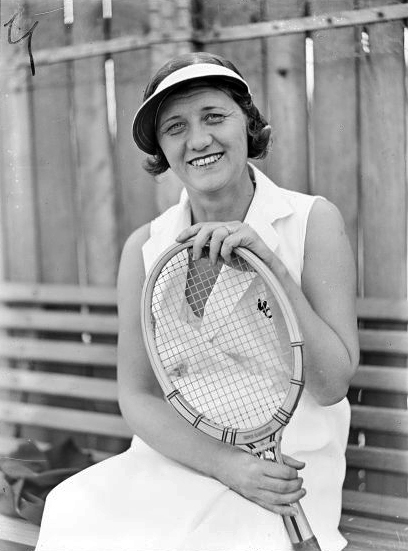
Marjorie Cox Crawford (1933)

## Karriere
Marjorie Cox Crawford gewann 1932 mit ihrer Landsfrau Coral Buttsworth das Tennisdamendoppel bei den australischen Tennismeisterschaften (heute Australian Open). 1931 hatte sie noch das Einzelfinale in Melbourne gegen Buttsworth in drei Sätzen mit 6:1, 3:6, 4:6 verloren. Mit ihrem Ehemann, dem Australier Jack Crawford, war sie drei Mal, von 1931 bis 1933, im Mixeddoppel erfolgreich.
Am 28. Februar 1930 heiratete sie Jack Crawford.